# Bridge of Banff
Die Bridge of Banff, auch Banff Bridge, ist eine Brücke zwischen den schottischen Kleinstädten Banff und Macduff in der Council Area Aberdeenshire. 1971 wurde die Brücke in die schottischen Denkmallisten in der höchsten Denkmalkategorie A aufgenommen.

## Geschichte
Im Jahre 1765 wurde in Banff eine Brücke über den Deveron fertiggestellt. Sie befand sich ein kurzes Stück flussabwärts der heutigen Brücke. Bereits drei Jahre später fiel sie dem als unberechenbar geltenden Fluss zum Opfer. Die in der Folge eingesetzte Fähre ging 1773 verloren.
Der Bau der heutigen Bridge of Banff wurde 1772 begonnen. Als Architekt fungierte der bedeutende britische Ingenieur John Smeaton, der um diese Zeit auch die Arbeiten am Banff Harbour leitete. Da ein nahegelegener Steinbruch passendes Material liefern konnte, schätzte Smeaton die Baukosten lediglich auf rund 4550 £. 1779 wurde der Brückenbau nach sieben Jahren abgeschlossen. Um den damaligen Ansprüchen zu genügen, wurde die lediglich rund 5,5 Meter weite Fahrbahn 1881 nach einem Plan John Willets verbreitert.

## Beschreibung
Der Mauerwerksviadukt überspannt den Deveron nahe dessen Mündung in den Moray Firth zwischen Banff und Macduff mit sieben ausgemauerten Segmentbögen. Die Bögen weisen Stützweiten von 16 bis 19 Metern auf. Die Zwickel sind mit blinden Okuli verziert. Steinbrüstungen begrenzen die Fahrbahn zu beiden Seiten. Heute verläuft die A98 (Fochabers–Fraserburgh) über die Bridge of Banff.